# Messua octonotata
Messua octonotata là một loài nhện trong họ Salticidae.
Loài này thuộc chi Messua. Messua octonotata được Frederick Octavius Pickard-Cambridge miêu tả năm 1901.